# Ronart W152
La Ronart W152 est une voiture de sport du constructeur automobile britannique Ronart Cars (en), produite en petite série depuis 1987.

## Historique
Le constructeur de voitures de sport britannique Ronart Cars est fondé à Londres en 1984, avec une production à Peterborough (Royaume-Uni), pour concevoir ce premier modèle de voiture de sport personnalisable de 1985, dont la production débute en 1987, avec une version Mk2 à partir de 1996,. 

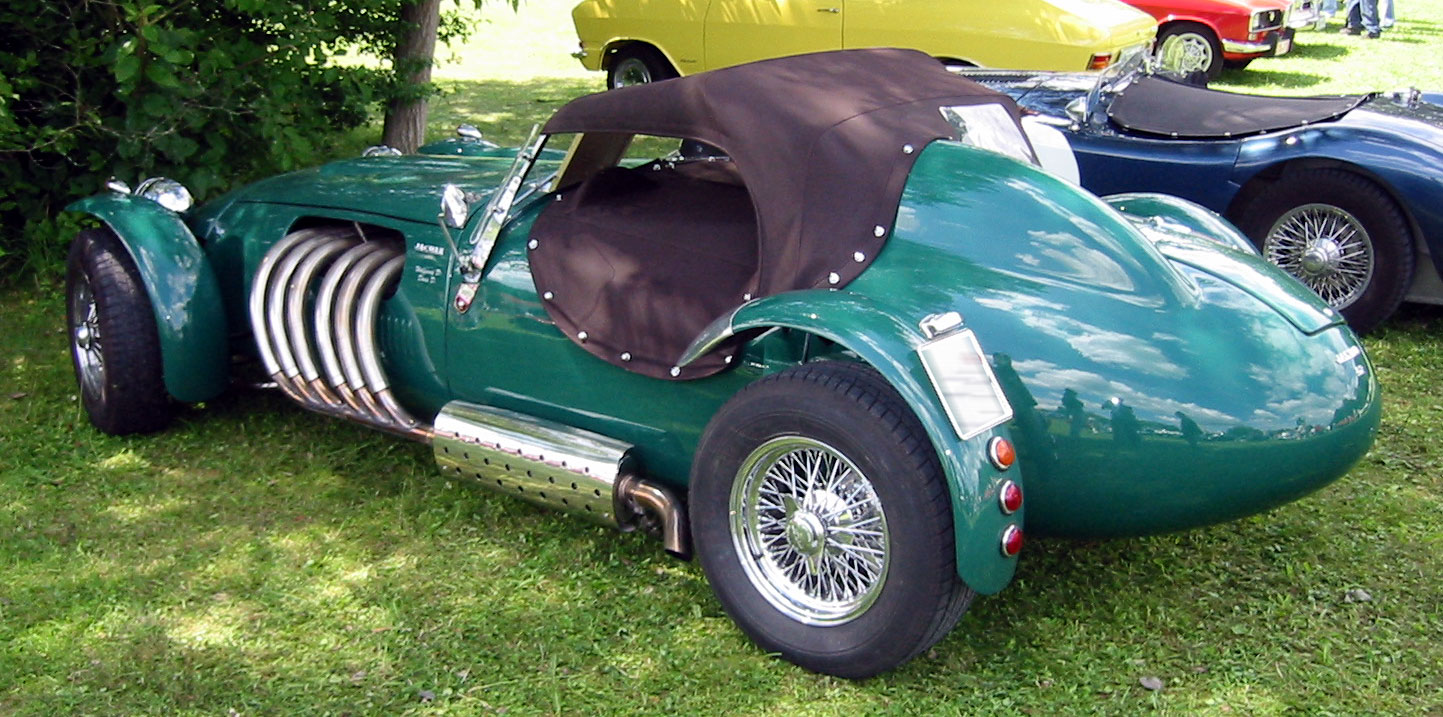
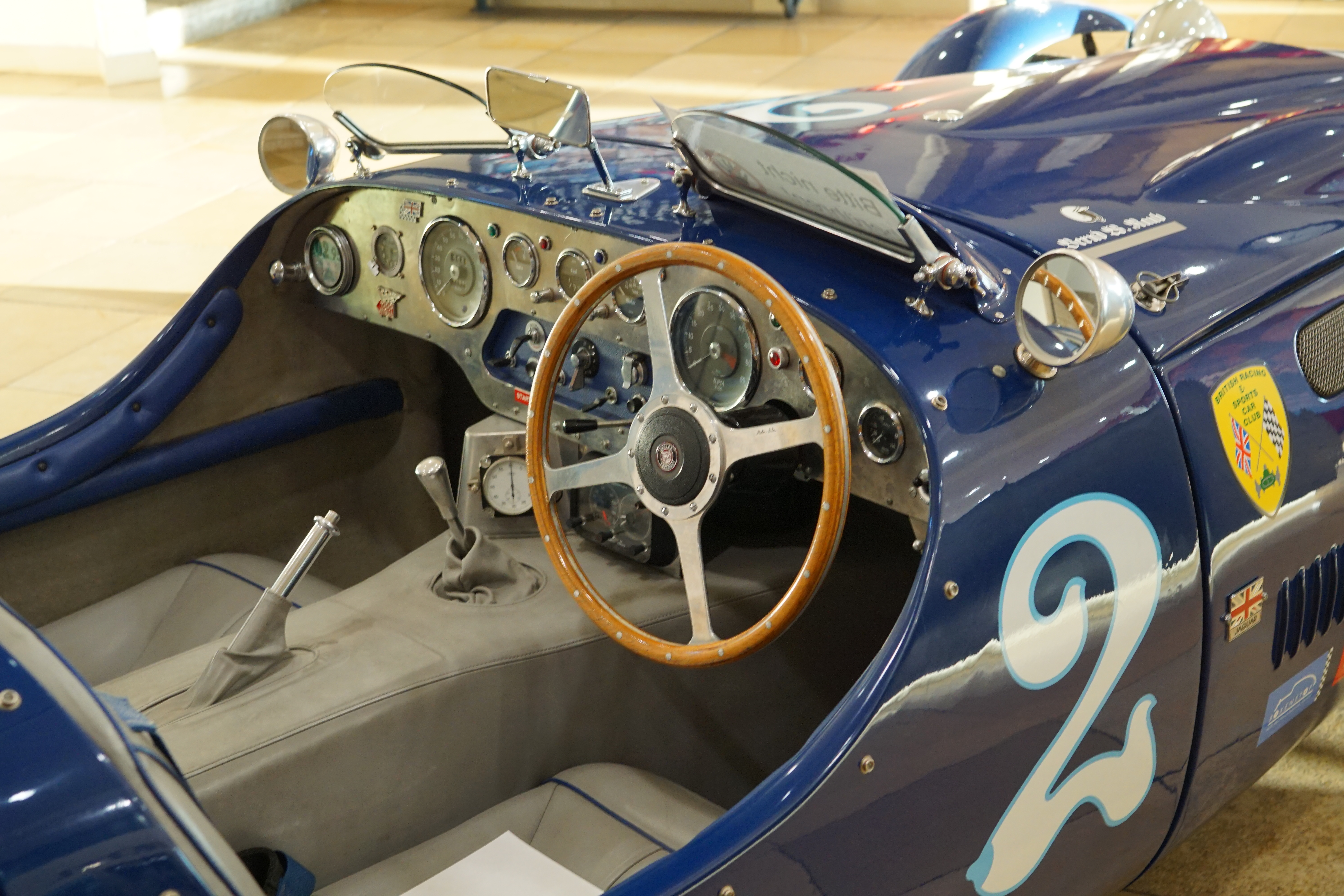

Le design néo-rétro de sa carrosserie est inspiré des formes bioniques d'un requin, et des Formule 1 à moteur avant des années 1950, de style Mercedes-Benz W196, Maserati 250F ou Ferrari 500,, avec divers niveaux personnalisables d'options et de finitions. 
Elle est propulsée avec un choix divers de moteurs, dont des 6 cylindres en ligne ou moteur V12 de Jaguar XJ,... 